# Calydna venusta
Calydna venusta is een vlindersoort uit de familie van de prachtvlinders (Riodinidae), onderfamilie Riodininae.
Calydna venusta werd in 1886 beschreven door Godman & Salvin.